# Ketevan le Martyr
Kétevan le Martyr (en géorgien : ქეთევან წამებული) est la femme de David Ier, roi de Kakhétie. En tant que reine-mère, elle a été régente de Kakhétie de 1605 à 1614 au nom de son fils Teimouraz Ier et impliquée dans la diplomatie avec l'empire safavide.